# Alvito Nunes
Alvito Nunes (em castelhano: Aloíto Núñez;[a] Castelo de Vermoim, 1016) foi um conde que governou o Condado Portucalense no século XI  conjuntamente com Tutadona, a viúva do conde Mendo Gonçalves morto em 1008. Provavelmente foi um descendente de Vímara Peres como o neto de Alvito Lucides. Durante as incursãos dos Viquingues, refugiou-se em Vermoim onde possivelmente foi morto por eles.  Seu filho, Nuno Alvites sucedeu-lhe como governador do condado.

## Matrimónio e descendência
Casou com Gotina de quem teve  pelo menos quatro filhos:
- Nuno Alvites (m. 1028) também conhecido como Nuno Aloitez, foi o esposo de Ilduara Mendes, a filha do conde Mendo Gonçalves, que governou o condado Portucalense depois da morte de seu esposo.[1]
- Segeredo Alvites, casado com Adosinda Árias e o pai de Azenda Segeredes, a esposa de Diogo Guterres, os pais de Ardiu Dias, cuja filha Urraca Froilaz casou como o conde Pedro Froilaz de Trava.[4]
- Pedro Alvites, que aparece na documentação medieval entre 1025 e 1070, abade em Guimarães.[4]
- Loba Alvites,[5] pagou o resgate aos Viquingues de umas mulheres raptadas por eles.[3]